# 助光
助光（すけみつ）は愛知県名古屋市中川区にある町名。現行行政地名は助光一丁目から助光三丁目及び富田町大字助光（字大縄場）。住居表示未実施。

## 地理
名古屋市中川区の西部に位置し、東に前田西町と大当郎、西に富田町大字榎津、南に一色新町、北に伏屋に接する。
富田町大字助光は、字大縄場が新川の河川用地に存在する。東に助光、西及び北に富田町大字榎津、南に富田町大字江松が接する。

### 河川
- 新川

### 字一覧
富田町大字助光には小字が残る。富田町大字助光とその前身である助光村の小字は以下の通り。消滅した字については背景色    で示す。
| 字                       | 字                         |
| ------------------------ | -------------------------- |
| 大縄場（おおなわば）     | 上神前（かみしんぜん）     |
| 烏畑（からすはた）       | 郷西（ごうにし）           |
| 四軒屋敷（しけんやしき） | 七軒屋敷（しちけんやしき） |
| 上府（しょうふ）         | 人家（じんか）             |
| 塚越（つかこし）         | 徳左西（とくざにし）       |
| 仲之町（なかのちょう）   | 西川田（にしかわた）       |
| 二反半（にたんはん）     | 御屋敷前（みやしきまえ）   |

## 歴史

### 町名の由来
江戸期の海東郡助光村を前身とする。

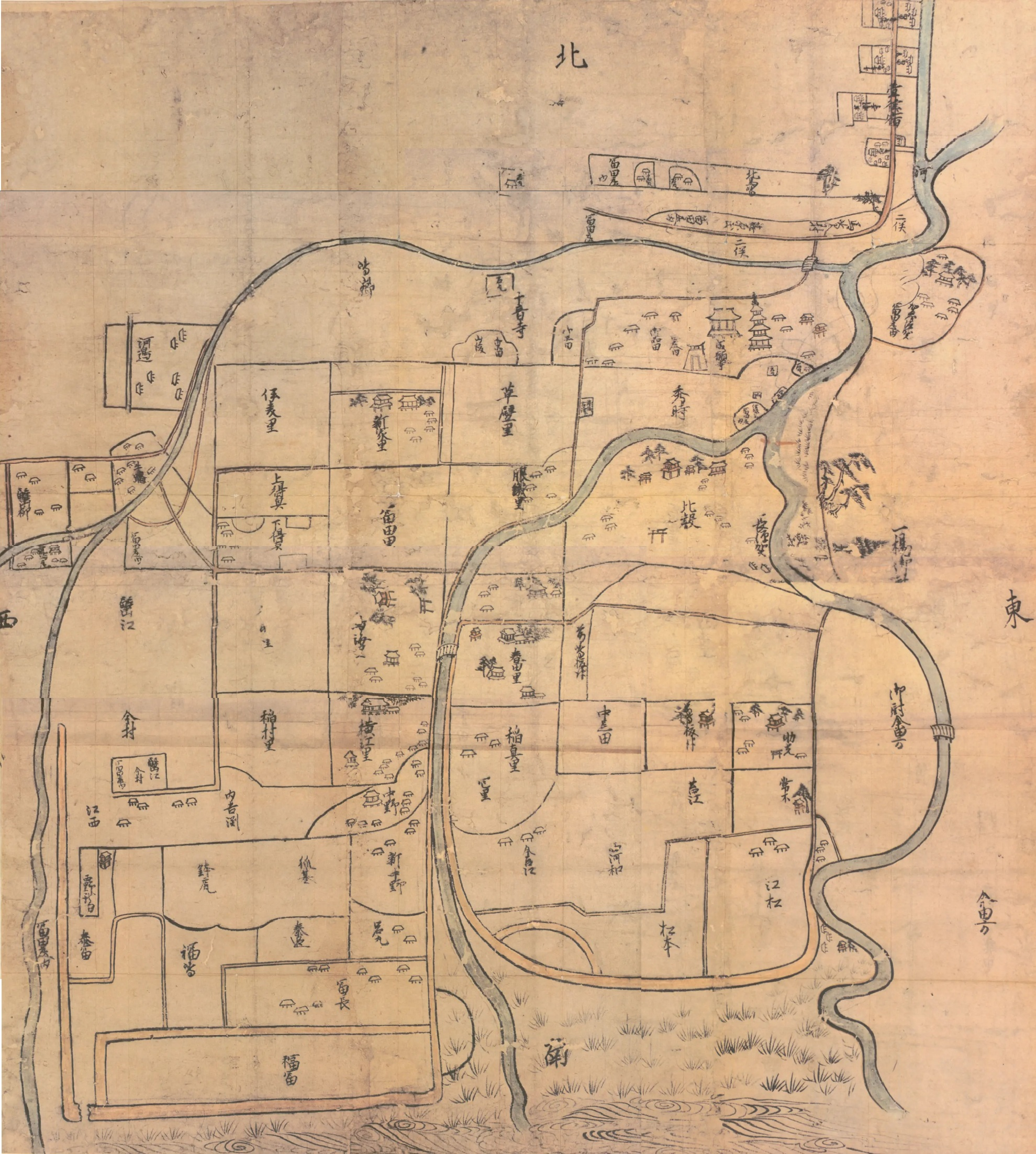
鎌倉時代の富田庄絵図（円覚寺文書）には庄内川の西に「助光」と書かれている。

助光氏の所有田があったことに由来すると言われるが不詳という。『尾張国地名考』においても「地名人の名に出る歟　猶訂すべし」としている。

### 中世
中世まで海東郡富田荘の一部であった。「助光」という地名は鎌倉時代から見られ、14世紀前半に描かれた『尾張国富田荘絵図』（円覚寺文書）において庄内川の西に「助光」と記載されているのが初見である。絵図中には鳥居も描かれており、土之宮神明社は鎌倉後期には既に存在していたらしい。中世、当地には助光城という城が築かれており、織田信長の家臣である福留左近将監の居城であったと言われているが、詳細は定かでない。現在は土之宮神明社に竹藪から発見された石碑が建てられているのみである。このほか戦国時代に書かれた『信雄分限帳』には、1584年（天正12年）頃に織田信雄の家臣である「生駒満」という人物の知行地があった場所として「すけミツ」と記録が残っている。

### 近世
江戸期には、海東郡助光村が成立する。当時の助光村は、現在の富田町大字助光の全域と助光、前田西町、一色新町、大当郎、伏屋の各一部に当たる。『尾張徇行記』によれば江戸時代の助光村は農業が中心の村で、当時は土地に対して人口が多かったため周辺地域へ働きに出る者がいたという。また酒屋や小商いを営む者もおり、兼業として筵の生産も行われていた。近くにある佐屋街道の万場宿や岩塚宿に人手を送ることもあったという。388石が高橋図書らの尾張藩士7人の給地であった。『寛文村々覚書』によると、助光村は概高443石、家数45、人口234人、馬12頭。文政年間においては家数は87、人口358人。

### 明治以降
1889年（明治22年）に、助光村は万須田村大字助光となった。その後富田村大字助光を経て、1955年（昭和30年）に名古屋市に編入され富田町大字助光となった。昭和期までは水田地帯で稲作や野菜の促成栽培などが行われていたが、1950年代以降公営住宅の建設が進められ、宅地化が進行した。1980年代以降、町名整理も進められ富田町大字助光の大部分が助光などの新たに制定された町名に編入されて現在に至る。

### 行政区画の変遷

#### 富田町大字助光
- 1889年10月1日 - 海東郡助光村が万場村、長須賀村、前田村、伏屋村と合併し万須田村発足。大字助光となる[1]。
- 1906年7月1日 - 万須田村の合併に伴い富田村に編入。
- 1944年2月11日 - 富田村が町制施行し富田町となる。
- 1955年10月1日 - 海部郡富田町を名古屋市に編入[6]。中川区富田町大字助光となる。
- 1984年 - 富田町大字助光の一部を前田西町二丁目・三丁目、一色新町二丁目、大当郎二丁目、助光一～三丁目に編入[6]。
- 1985年 - 富田町大字助光の一部を助光一丁目・二丁目、伏屋三丁目・四丁目に編入[6]。

#### 助光
- 1982年5月16日 - 大蟷螂町、下之一色町の一部より助光三丁目が成立[1]。
- 1984年2月11日 - 富田町大字助光、富田町大字伏屋、富田町大字榎津の一部が助光一丁目に編入される[1]。同日、富田町大字助光の一部が助光二丁目・三丁目に編入される[1]。
- 1985年
  - 8月11日 - 富田町大字前田の一部が助光一丁目・二丁目に編入される[1]。
  - 12月1日 - 富田町大字助光、富田町大字伏屋、富田町大字榎津の一部が助光一丁目に編入される[1]。

## 世帯数と人口
2019年（平成31年）2月1日現在の世帯数と人口は以下の通りである。
| 丁目       | 世帯数    | 人口    |
| ---------- | --------- | ------- |
| 助光一丁目 | 342世帯   | 863人   |
| 助光二丁目 | 905世帯   | 1,965人 |
| 助光三丁目 | 322世帯   | 778人   |
| 計         | 1,569世帯 | 3,606人 |

## 学区
市立小・中学校に通う場合、学校等は以下の通りとなる。また、公立高等学校に通う場合の学区は以下の通りとなる。
| 丁目       | 番・番地等 | 小学校                 | 中学校               | 高等学校 |
| ---------- | ---------- | ---------------------- | -------------------- | -------- |
| 助光一丁目 | 全域       | 名古屋市立長須賀小学校 | 名古屋市立助光中学校 | 尾張学区 |
| 助光二丁目 | 全域       | 名古屋市立西前田小学校 | 名古屋市立助光中学校 | 尾張学区 |
| 助光三丁目 | 全域       | 名古屋市立西前田小学校 | 名古屋市立助光中学校 | 尾張学区 |

## 交通
- 愛知県道29号弥富名古屋線（八熊通）

## 施設

### 助光一丁目

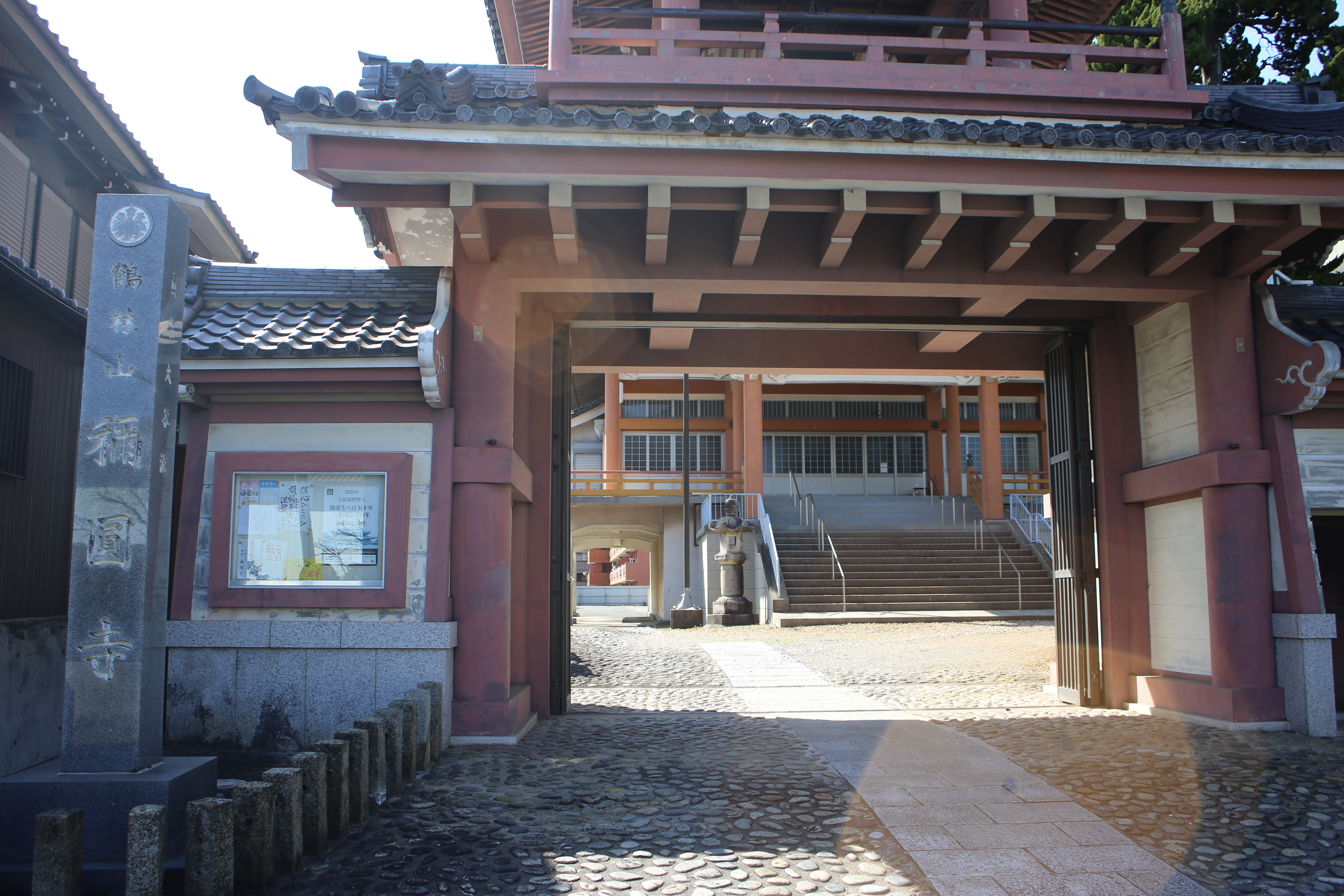
称円寺
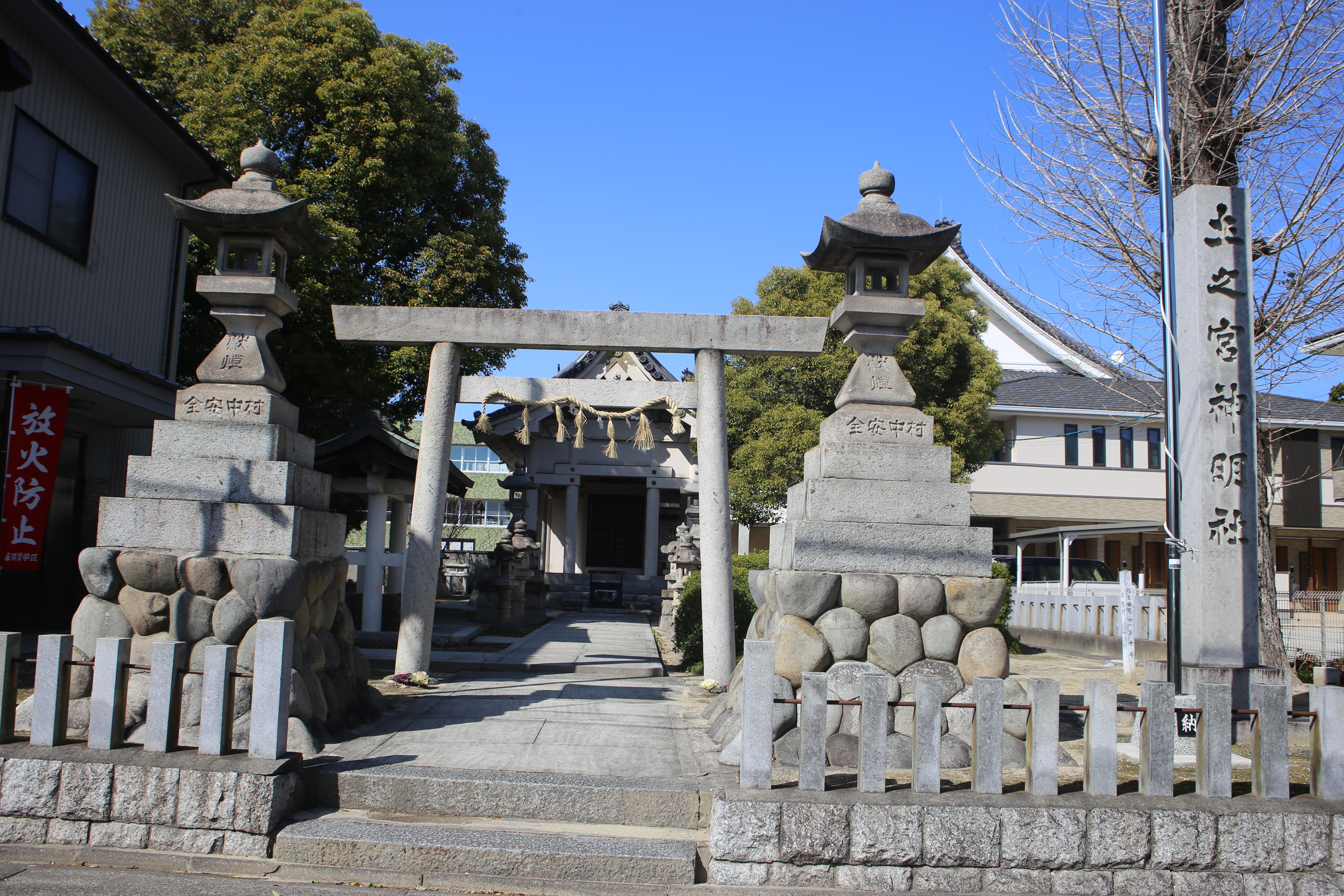
土之宮神明社

- 「助光のケヤキ」 - 中川区内最大のケヤキの木で[WEB 9]、名古屋市景観重要樹木に指定されている。
- 御屋敷公園

1993年（平成5年）4月1日供用開始。
- 土之宮神明社

- 称円寺
- 土之宮神明社

### 助光二丁目
- 中川警察署 伏屋交番
- 西前田消防団詰所
- 県営助光住宅
- 市営助光荘
- 西前田コミュニティセンター
- 材光団地
- 助光公園

1980年（昭和55年）4月1日供用開始。
- 中京銀行伏屋支店

### 助光三丁目
- 名古屋市立助光中学校
- 西川田公園

1985年（昭和60年）4月1日供用開始。

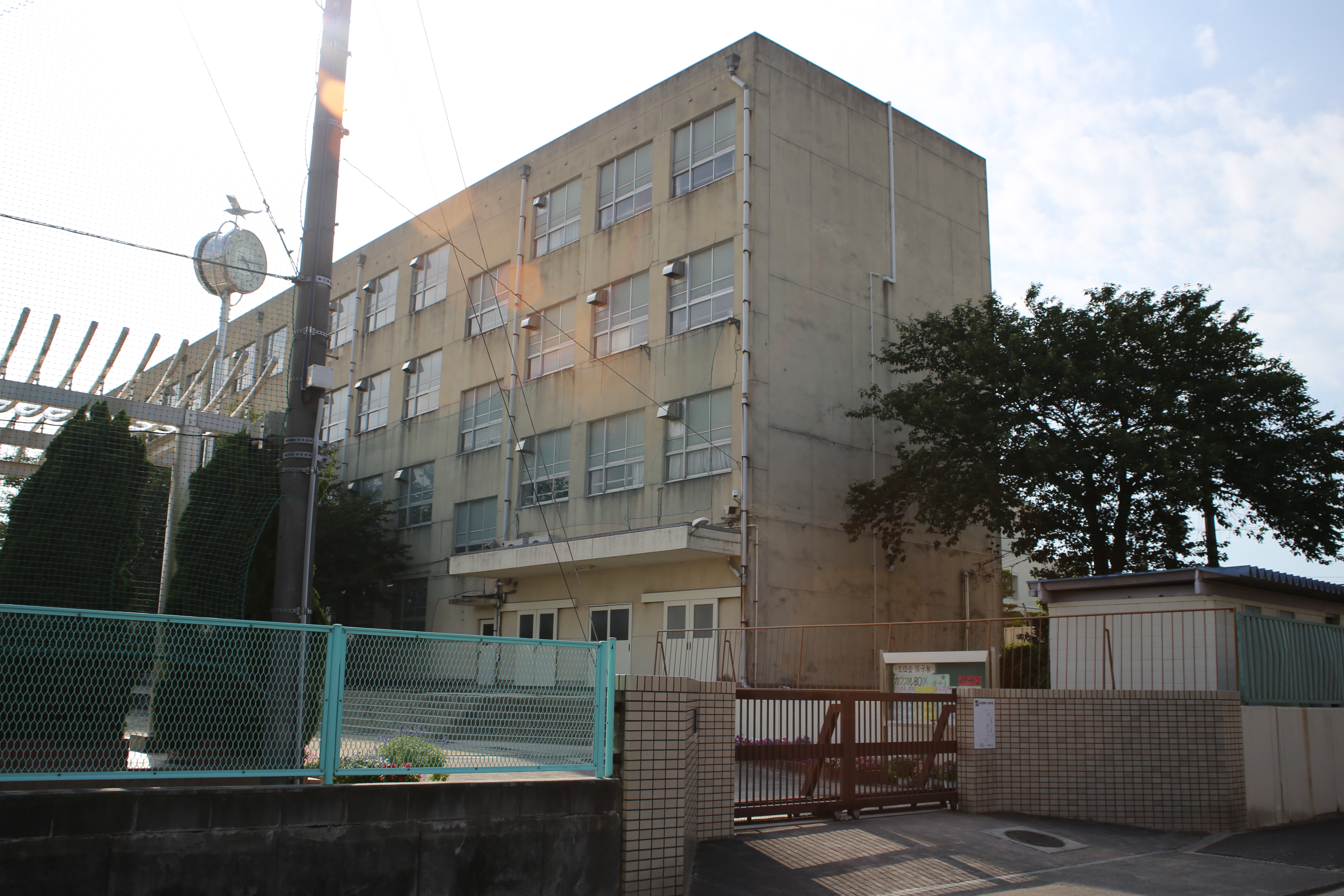
助光中学校

## その他

### 日本郵便
- 郵便番号 : 454-0947[WEB 2]（集配局：中川郵便局[WEB 11]）。